# سهوان (الرضمة)

تعديل مصدري - تعديل

سهوان هي إحدى قرى عزلة عجيب بمديرية الرضمة التابعة لمحافظة إب، بلغ تعداد سكانها 231 نسمة حسب تعداد اليمن لعام 2004.